# Шахрихан
Шахриха́н (узб. Shahrixon / Шаҳрихон) — город, районный центр Шахриханского района Андижанской области Узбекистана.

## Название
Название города Шахрихан имеет глубокое символическое значение и интересную историю происхождения. Обычный перевод с таджикского языка означает «город хана-царя-правителя», однако происхождение названия города имеют две версии, и каждая состоит из двух компонентов слов «шаҳри + хон», а также оба слова имеют древнеперсидсикое происхождение. Во-первых, как сказано выше, при Кокандском хане Умархане началось строительство канала и поселения, в связи с этим поселение названо «шаҳри» - город, «хон» - хана, т.е. «город хана, правителя». Во-вторых, древнеперсидсикое слова «хон» — означает «источник, водоем, арык, канал», таким образом с учётом географического положения города на канале ойконим осмысливается как «город на канале». Из двух компонентов персидсиких слов «шаҳар» (город) и «хон» (хан, правитель, источник, водоем, арык, канал) получается «Шаҳрихон», по-русски «Шахрихан» — «город хана» или «город на канале».
Правильно всего считать, что город получил своё название в честь Кокандского хана Умар-хана, т.к. он инициатор строительства канала и образования поселения Шаҳрихон.

## История
В 1817 году 7-й правитель Кокандского ханства Умар-хан в районе нынешнего Шахрихана одновременно начал строительство канала и поселения. В этом же году он захватил Ура-Тепу (Истаравшан).
Известная узбекско-таджикская поэтесса, уроженка Ура-Тепе Дильшоди Барно (1800—1905) в 16-летнем возрасте во время набега кокандского хана на Истравшан была взята в плен и вместе с тысячами сверстниц угнана в Коканд.
В своём автобиографическом произведении «Тарихи Мухожирон» («История переселенцев») она свидетельствует, что после взятия крепости Ура-Тепе свыше 1200 человек были повешены, а ещё 13 000 босых, полуголых уратепинцев (мужчин, женщин и детей) погнали в Коканд и оттуда — на строительство поселения Шахрихан.
По распоряжению хана уратепинцы 7 лет не имели права строить себе жильё и ютились в безводной степи в палатках. Их в народе называли жителями «белых домов».
Несколько красивых девушек, среди которых была и Дильшоди Барно, а также младшая дочь поэта Нола Саййид Гозихон-тура были отправлены в гарем к хану. Умар-хан в знак уважения назначил тестя Саййид Гозихон-туры судьёй поселения Рошидон (Риштан).
В 1829 году кокандский хан Мухаммед-Али хан совершил военный поход на Кашгар, где мусульманское население восстало против Китая, и завоевал город. Однако с приближением значительных китайских сил Мухаммед-Али хан покинул Кашгар.
С ним ушли в Фергану более 70 000 кашгарских мусульман, большая часть которых была поселена в городе Шахрихане и его окрестностях. Когда кокандско-китайские отношения наладились, только часть кашгарцев вернулась обратно.
Таким образом, основной частью современного населения города Шахрихан являются предки древних таджиков из города Ура-Тепа (Истаравшан) и представители тюркоязычного народа уйгурского субэтноса (кашгарцы из города в Китае), смешение которых в будущем стало основой возникновения современного узбекского языка.

### Советское время
В 1939 году рядом с селением Шахрихан началось строительство Большого Ферганского канала, в связи с чем оно превратилась в посёлок городского типа и меняло своё название (Сталино, Московский).
Статус города и нынешнее название были получены 13 ноября 1970 года. До 2002 года являлся городом областного подчинения.

## Промышленность
- Хлопкоочистительный завод.
- Бывшая шёлкоткацкая фабрика/ОАО «Шахрихан» (переоснащена на производство масляных фильтров для автомобилей).
- Бывшая трикотажная фабрика/ИП «Сенас текстиль» (Южная Корея).
- АО «Шахрихонсут».
- OOO «Rash-Milk».
- OOO «AndChin Lider».
- ООО «Al_Rayyan»
- ООО «Xassan Universal Shoes»

## Транспорт
В городе находится железнодорожная станция Шахрихан, расположенная в 32 км к юго-западу от Андижана.

## Культура и спорт
- Краеведческий музей,
- Стадион.
- Мечеть Понсод